# 三鷹バスストップ
三鷹バスストップ（みたかバスストップ）は、東京都三鷹市にある三鷹料金所に併設されている中央自動車道のバス停留所である。バス事業者では「中央道三鷹」と案内している。中原小学校（なかはらしょうがっこう）停留所が一般道（一般路線バス）では至近の停留所となる。

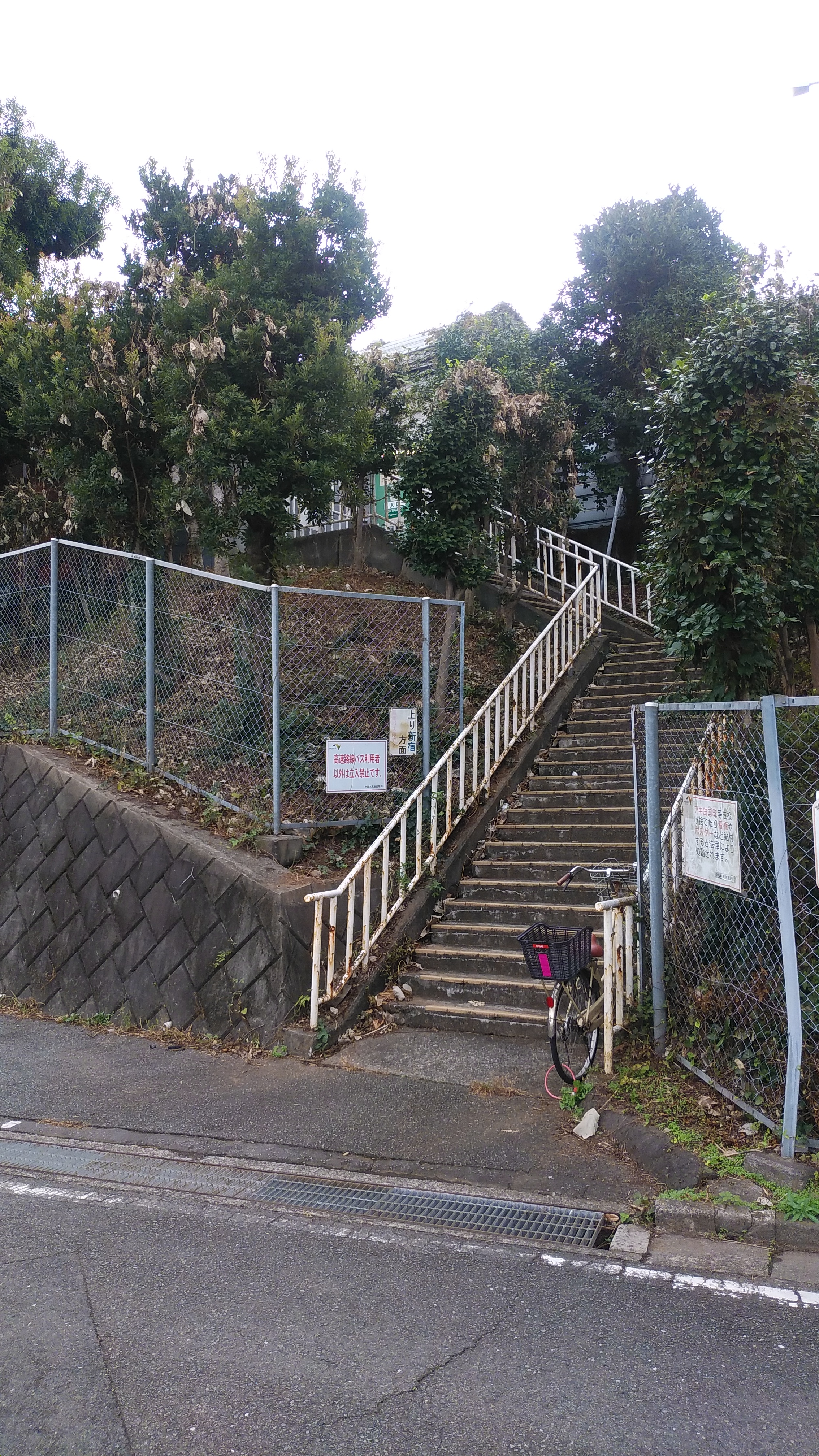
バス停乗り場入口階段

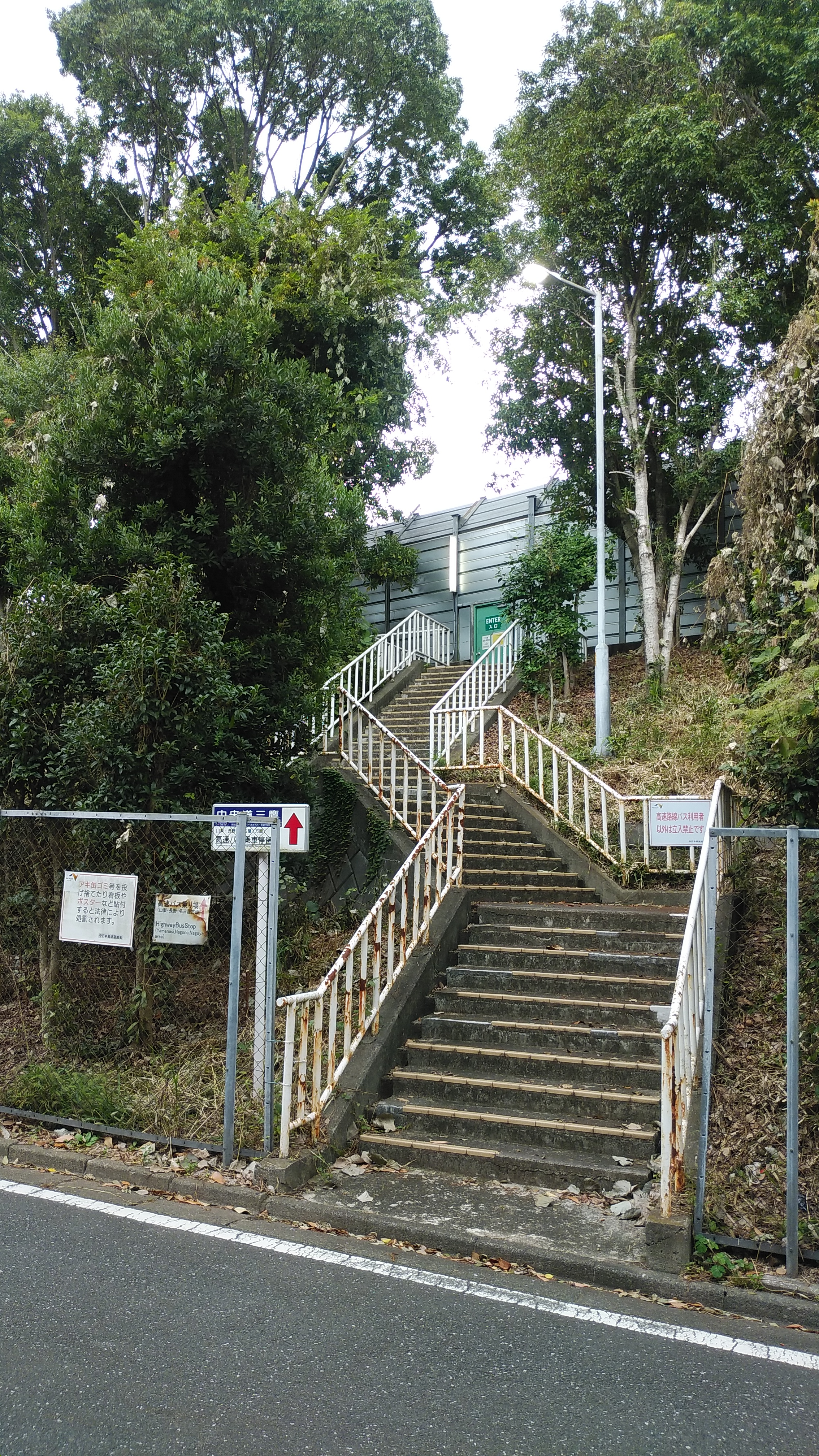
バス停乗り場入口階段

## 停車する路線
当バス停と、東京都内から中央道相模湖までの各バス停との区間内のみの利用はできない（※との間の相互利用は不可）。
なお、かつて運行されていた八王子発着路線である高松線と金沢線は、途中経由地として新宿や渋谷に停車する関係上、上り車線側バス停から乗車、下り車線側バス停で降車となっていた。
中央高速バス（一部の臨時便はバスタ新宿ではなく新宿西口発着。）
- 富士五湖線（京王バス・富士急バス・フジエクスプレス） ※一部通過
※バスタ新宿 - 中央道三鷹 - ※中央道深大寺 - （中略） - 中央道上野原（以遠とのみ相互利用可能）
- 富士山五合目線（京王バス・富士急バス・フジエクスプレス）
※バスタ新宿 - 中央道三鷹 - ※中央道深大寺 - （中略） - 富士急ハイランド（夏季は富士山五合目）（以遠とのみ相互利用可能）
- 甲府線（京王バス・富士急バス・山梨交通） ※特急便は通過
※バスタ新宿 - 中央道三鷹 - ※中央道深大寺 - （中略） - 中央道上野原（以遠とのみ相互利用可能）
- 身延線（京王バス・山梨交通）
※バスタ新宿 - 中央道三鷹 - ※中央道深大寺 - （中略） - 西八幡 / 大津町（以遠とのみ相互利用可能）
- 中央市・南アルプス市線 （南アルプスエコパークライナー）（山梨交通）
※バスタ新宿 - 中央道三鷹 - ※中央道深大寺 - （中略） - 大津町（以遠とのみ相互利用可能）
- 諏訪・岡谷線（京王バス・フジエクスプレス・山梨交通・アルピコ交通・アルピコ交通東京・JRバス関東） ※特急便は通過
※バスタ新宿 - 中央道三鷹 - ※中央道深大寺 - （中略）- 中央道昭和（以遠とのみ相互利用可能）
- 伊那線（京王バス・フジエクスプレス・山梨交通・伊那バス・信南交通） ※超特急便は通過
※バスタ新宿 - 中央道三鷹 - ※中央道深大寺 - （中略） - 中央道川岸（以遠とのみ相互利用可能）
- 飯田線（京王バス・アルピコ交通・伊那バス・信南交通） ※超特急便は通過
※バスタ新宿 - 中央道三鷹 - ※中央道深大寺 - （中略） - 中央道川岸（以遠とのみ相互利用可能）
- 塩尻・木曽福島線（京王バス・おんたけ交通）
※バスタ新宿 - 中央道三鷹 - ※中央道深大寺 - （中略） - 塩尻駅東入口（以遠とのみ相互利用可能）
- 安曇野・白馬線（京王バス・アルピコ交通・アルピコ交通東京） ※一部通過
※バスタ新宿 - 中央道三鷹 - ※中央道深大寺 - （中略） - 安曇野スイス村（以遠とのみ相互利用可能）
- 飛騨高山線（京王バス・濃飛乗合自動車）
※バスタ新宿 - 中央道三鷹 - ※中央道深大寺 - （中略） - 平湯温泉（以遠とのみ相互利用可能）
- 名古屋線（京王バス・名鉄バス） ※一部通過
※バスタ新宿 - 中央道三鷹 - ※中央道深大寺 - （中略） - 馬篭（以遠とのみ相互利用可能）

JRバス
- 中央ライナー可児号（JRバス関東・東濃鉄道）
※バスタ新宿 - 中央道三鷹 - ※中央道深大寺 - （中略） - 中央道昼神温泉（以遠とのみ相互利用可能）

夜行高速バス（一部の臨時便はバスタ新宿ではなく新宿西口発着。）
- 新宿・八王子 - 大阪線（ツィンクル号・カジュアル・ツィンクル号、西東京バス・近鉄バス）
※バスタ新宿 - 中央道三鷹 - ※中央道深大寺 - （中略） - 京都駅八条口（以遠とのみ相互利用可能）
- 池袋・渋谷・新宿 - 大阪線（京王バス・阪急観光バス）
※渋谷駅（渋谷マークシティ） / バスタ新宿 - 中央道三鷹 - ※中央道深大寺 - （中略） - 高速長岡京 （以遠とのみ相互利用可能）

## 隣接のBS等
E20 中央自動車道
- 至近のBS・IC等
高井戸IC - （中央JCT:事業中） - 三鷹BS/TB（小牧方面のみ） - 深大寺BS - 調布IC

## バス停へのアクセス
- バスの場合

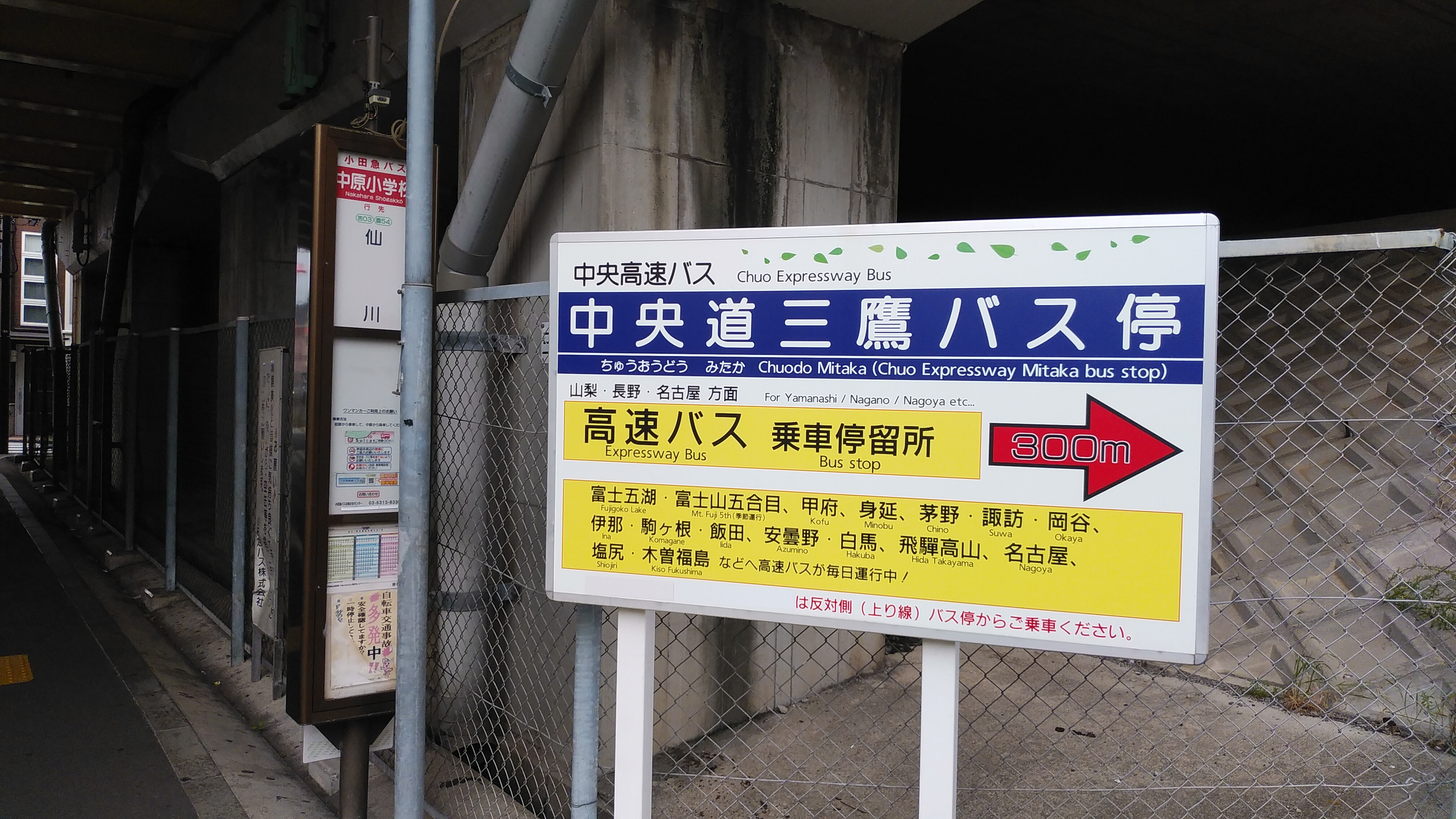
至近の中原小学校バス停と案内

  - 下り線BS：「中原小学校（吉03・鷹54：仙川発）」下車徒歩5分、「中原小学校（吉03・鷹54：仙川行）」下車徒歩3分、「新川天神山青少年広場（仙01）」下車徒歩2分
  - 上り線BS：「新川団地南口（吉03・鷹54：仙川発）」下車徒歩2分、「中原小学校（鷹54中原三丁目経由：仙川発）」下車徒歩4分、「中原小学校（吉03・鷹54:仙川行）」下車徒歩2分、「新川天神山青少年広場（仙01）」下車徒歩4分
    - 小田急バス
      - [ 吉03 ]：吉祥寺駅中央口 - 杏林大学病院前 - 新川団地中央 - 新川団地南口（仙川行には停留所無し） - 中原小学校 - 仙川
      - [ 鷹54 ]：三鷹駅 - 三鷹市役所前 - 杏林大学病院前 - 新川団地中央 - 新川団地南口（仙川行には停留所無し） - 中原小学校 - 仙川
      - [ 鷹54 ]：三鷹駅 - 三鷹市役所前 - 杏林大学病院前 - 中原三丁目 - 中原小学校 - 仙川
      - [ 鷹54 ]：三鷹駅 - 南浦 - 杏林大学病院前 - 新川団地中央 - 中原小学校 - 仙川
      - [ 仙01 ]：仙川駅 - 第五小学校 - 新川天神山青少年広場 - 牟礼七丁目 - 三鷹台駅